# Wynimek
Wynimek (ukr. Винімок) – wieś na Ukrainie w rejonie koszyrskim obwodu wołyńskiego.

## Historia
Na początku XX w. wieś w gminie Pniewno, w powiecie koszyrskim.